# Simple Machines Forum
Het Simple Machines Forum (kortweg SMF) is opensourceforumsoftware geschreven in de scriptingtaal PHP en gebruikmakend van de MySQL-databasesoftware. SMF is gemaakt ter vervanging van YaBB SE, dat een slechte naam had gekregen vanwege problemen met de in Perl geschreven voorganger YaBB. Doordat SMF open source is, bestaan er talrijke uitbreidingen in zowel functionaliteit als design op het eigenlijke forum. 
SMF is beschikbaar in meer dan 45 talen, waaronder het Nederlands.